# 1538

## Esdeveniments
Països Catalans
- Olesa de Montserrat - (el Baix Llobregat): Primers documents escrits sobre les representacions de La Passió.

## Naixements
Països Catalans
- Verdú: Joan Terès i Borrull, virrei de Catalunya.

Món
- Japó: Ashikaga Yoshihide, 30è shogun

## Necrològiques
Món
- 18 de març - Lieja (principat de Lieja): Erard de la Mark, príncep-bisbe de Lieja